# Dolichogenidea lumba
Dolichogenidea lumba (лат.) — вид мелких паразитических наездников из подсемейства Microgastrinae (Braconidae). Эндемики острова Реюньон (Афротропика).

## Описание
Мелкие бракониды (тело самок 2,5 мм; усики 2,7 мм; передние крылья 2,7 мм). Мезоплеврон частично пунктированный, частично — блестящий. Основная окраска почти полностью чёрная, ноги — светлее.
Мезоскутум пунктированный. Передние крылья с открытым ареолетом (r-m отсутствует). Эндопаразитоиды чешуекрылых. Вид был впервые описан в 2013 году южно-африканским гименоптерологом Паскалем Руссе (Pascal Rousse, Iziko South African Museum, Natural History Department, Кейптаун, ЮАР) и энтомологом Анкитой Гуптой (Ankita Gupta, National Bureau of Agriculturally Important Insects, Бангалор, штат Карнатака, Индия) по материалам из Реюньона. Видовое название дано по признаку длинного яйцеклада от слова «lumba» которое на языке хинди означает «длинный».